# とめ足
とめ足（とめあし）は、株価のテクニカル分析において使用される指標。ラインチャート、大引足とも言う。終値のみを線で繋いでいく折れ線グラフである。ローソク足にある始値、終値、安値が表示されず、視覚的に株価動向を理解しやすい。